# とらばーゆ
とらばーゆはリクルートが発行する日本の求人情報誌。週刊。主に女性の就職・転職希望者を対象とした求人情報を掲載している。

## 概要
発行部数は関東版69,000部、関西版33,000部、東海版18,500部。

## 略歴
1980年2月22日に創刊号が発売された。誌名はフランス語の仕事を意味する「travail」からとっている。編集者のくらたまなぶが創刊にかかわっていた。
創刊時から1990年代半ばまでは、リクルートの子会社としてリクルート情報出版（以前の「週刊就職情報」「ベルーフ」および「とらばーゆ」などの就職情報誌各誌の編集・発行を行っていた）を立ち上げた。しかし、1990年代半ばに同じく子会社であったリクルートフロムエーとあわせて、リクルート本体に吸収された（吸収合併まで、リクルートは「販売元」であったが、吸収合併をもってリクルート本体が「編集・発行・発売」をすべて担当した）。
女性の就職・転職情報に特化し、また女性のキャリア形成に着目した雑誌が当時としては目新しく注目を集め、1980年から1981年頃には「とらばーゆ」は「（キャリア形成を考える）女性の転職」を意味する代名詞となり、『とらばーゆする』との流行語も誕生した。後にiモードの開発に携わる松永真理が編集長を務めたことがある。柴田亜美はイラストレーターとして就職し、南国少年パプワくんの連載初期までリクルートフロムエーやとらばーゆで求人広告のカットを描いていた。
1999年4月1日に男女雇用機会均等法が改正され、募集・採用に関し男女差を設けることが禁じられる以前は、同社の別の雑誌・B-ing（ビーイング。先述の「週刊就職情報」「ベルーフ」を統合したもの）を男性の求人情報誌として購読層を分けていた。同法による男女別の募集広告の禁止後は対象を男女とし、B-ingに比べ多様な雇用形態の求人、また女性の比率の多い職種を中心に情報を掲載している。
1980年10月に京阪神を対象とした関西版、1991年1月に中京（愛知・岐阜・三重）を対象とした東海版が創刊されている。
2007年8月21日、リクルートはとらばーゆを紙媒体からWebに移行し、転職サイト「とらばーゆ」として9月26日にオープンすると発表した。ピーク時と比べて発行部数が落ち込んでおり、インターネットを使って転職活動するユーザーが増えたため、Webに全面移行するとしている。それとは別に女性のロールモデルを紹介する「月刊とらばーゆ」を同年10月6日に創刊している。情報誌という形態ではないものの、引き続き関東・東海・関西の地域3版で発売されていたが、1年で休刊。その後2008年9月よりフリーペーパーの「とらばーゆCASUAL」（ - カジュアル）を毎週月曜日に発行し、フリーペーパーとはいえ実質紙媒体の「とらばーゆ」が復活した格好となったが、2009年9月に休刊した